# Хойзер, Юрген
Юрген Хойзер (нем. Jürgen Heuser; род. 13 апреля 1953, Барт, ГДР) — немецкий тяжелоатлет, чемпион мира (1978), призёр Олимпийских игр (1980), Заслуженный мастер спорта (1988).

## Биография
С детства занимался тяжёлой атлетикой, сначала в клубе BSG Motor Barth, потом в BSG Motor Stralsund (тренер Uwe Ihde).
После многочисленных побед в Спартакиадах и неоднократно выигранных молодёжных чемпионатов ГДР, Юрген Хойзер в 1972 году занял 3-е место во взрослом чемпионате ГДР по олимпийскому троеборью в весовой категории до 110 кг.
На Чемпионате мира в 1978 году в Геттисберге занял 1-е место с результатом 417,5 кг (185+232,5). Советский атлет Султан Рахманов в сумме поднял также 417,5 кг (187,5+230), но был тяжелее Хойзера.
В 1980 году выиграл серебряную медаль на XXII летней Олимпиаде в Москве с результатом 410 кг (182,5+227,5), отстав от Рахманова на 30 кг. И на этом завершил свою международную карьеру.
После Олимпиады принимал участие в национальных соревнованиях. Две победы на Кубке синих мечей Мейсена (1981, 1982).
После окончания спортивной карьеры Хойзер работал инженером на верфи Volkswerft (Штральзунд). Позже был техническим директором в Центральном пионерском лагере Барта. После политического переворота в ГДР, он занялся бизнесом в Преров (такси).
За спортивные достижения в 1988 году ему было присвоено звание «Заслуженный мастер спорта».